# Kościół św. Jana Chrzciciela w Luckenwalde
Kościół św. Jana Chrzciciela (niem. St. Johannis) – zabytkowa, protestancka świątynia w niemieckim mieście Luckenwalde.

## Historia
Świątynię wzniesiono prawdopodobnie w XIII wieku. W 1441 dobudowano zakrystię, a w drugiej połowie XV wieku w kościele wzniesiono sklepienia krzyżowo-żebrowe, do których wykorzystano ciemnoczerwoną cegłę. W 1902 roku budowlę rozbudowano na zachód.

## Architektura i wyposażenie
Świątynia dwunawowa, gotycka, wzniesiona z czerwonej cegły oraz kamienia. Na dachu XX-wiecznej dobudówki znajduje się sygnaturka. Kościół posiada 38-metrową, wolnostojącą wieżę, znajdującą się na północny wschód od bryły świątyni.

### Freski
Sklepienia kościoła są pokryte średniowiecznymi freskami. W nawie przedstawiają m.in. św. Katarzynę, św. Sebastiana oraz drzewo genealogiczne Chrystusa. Malowidła w prezbiterium obrazują czterech ewangelistów oraz chustę św. Weroniki.
W podziemiach kościoła znajdują się malowidła ukazujące przejawy grzechu oraz ich skutki. 

### Ołtarz
W ołtarzu znajduje się pięć rzeźb. Przedstawiają one świętych: Jana Chrzciciela, Małgorzatę, Maryję z Dzieciątkiem, Barbarę i Szymona Piotra.

### Chrzcielnica
W tylnej części kościoła znajduje się chrzcielnica, wykonana w późnym średniowieczu. U jej podstawy znajdują się symbole ewangelistów, a w górnej części są wyrzeźbione kwiaty. Otwór w naczyniu ma kształt ośmiokąta, co ma być nawiązaniem do rodziny Noego, czyli ośmiu osób uratowanych przed potopem.

### Organy
Nad wejściem znajdującym się w zachodniej części kościoła zainstalowane są organy z 1966, wyremontowane w 1996 oraz w 2009 roku.